# 보트 클럽
보트 클럽(boat club)은 보트 소유자, 특히 조정 및 요트 타기 뿐만 아니라 카약, 카누, 모터 보트 및 기타 소형 보트에 관심이 있는 사람들을 위해 형성된 스포츠 클럽이다.

## 같이 보기
- 조정 클럽
- 요트 클럽